# Province de Canchis
La province de Canchis (en espagnol : Provincia de Canchis) est l'une des treize provinces de la région de Cuzco, au sud du Pérou. Son chef-lieu est la ville de Sicuani.

## Géographie
La province couvre une superficie de 3 999,27 km2. Elle est limitée au nord par la province de Quispicanchi, à l'est par la région de Puno, au sud par la province de Canas et à l'ouest par la province d'Acomayo.

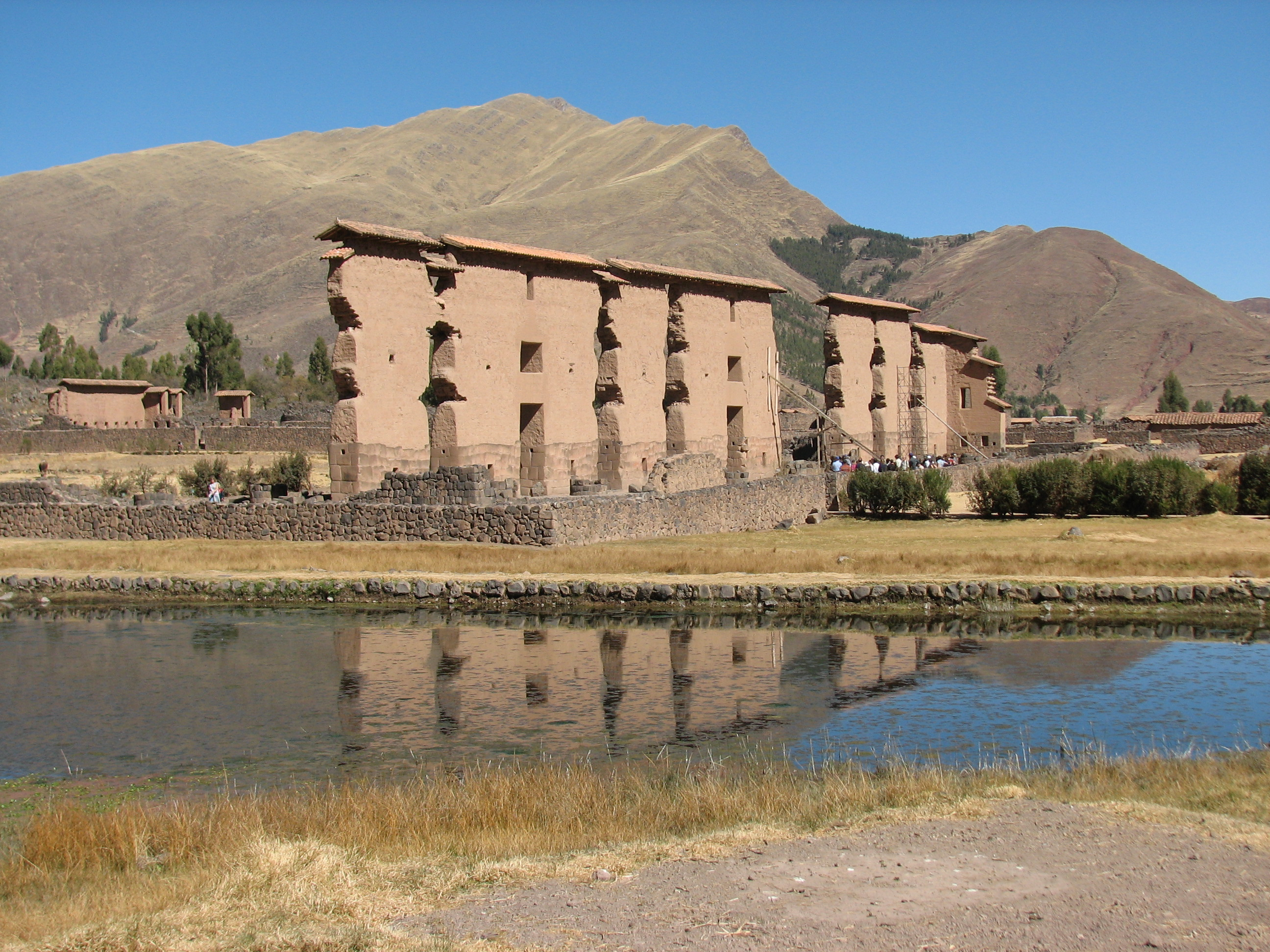
Les ruines incas de Raqch'i sur la rivière Willkanuta dans la province de Canchis sont une attraction touristique commune sur la route entre Cusco et Puno.

## Population
La population de la province s'élevait à 103 974 habitants en 2005.

## Subdivisions
La province de Canchis est divisée en huit districts :
- Checacupe
- Combapata
- Marangani
- Pitumarca
- San Pablo
- San Pedro
- Sicuani
- Tinta